# 劉策 (漢趙)
刘策，五胡十六国时期前赵宗室，被封为安定王。
汉昌元年（318年），刘曜即皇帝位，改元光初。派征北将军劉雅、镇北将军刘策屯兵汾阴，与石勒共同讨伐靳準。乔泰、王腾、靳康、马忠等杀靳准，推尚书令靳明为盟主，派遣卜泰奉传国六玺给刘曜。石虎与石勒会合，进攻平阳。靳明多次战败，刘曜派刘雅、刘策相迎，靳明率平阳士民一万五千人逃奔汉国。刘曜拘捕靳氏家人，不分老幼全都杀掉。刘策被封为安定王，担任并州牧。光初五年（322年），并州牧安定王刘策献一玉玺，玺文为“赵盛”。光初十二年（329年），刘曜被后赵俘虏后，刘熙、刘胤、刘咸西保秦州，率百官奔于上邽，刘厚、刘策都弃镇投奔。后赵随即攻灭刘熙、刘胤兄弟，刘策下落不详。